# Мемориал жертвам коммунистического режима в Болгарии

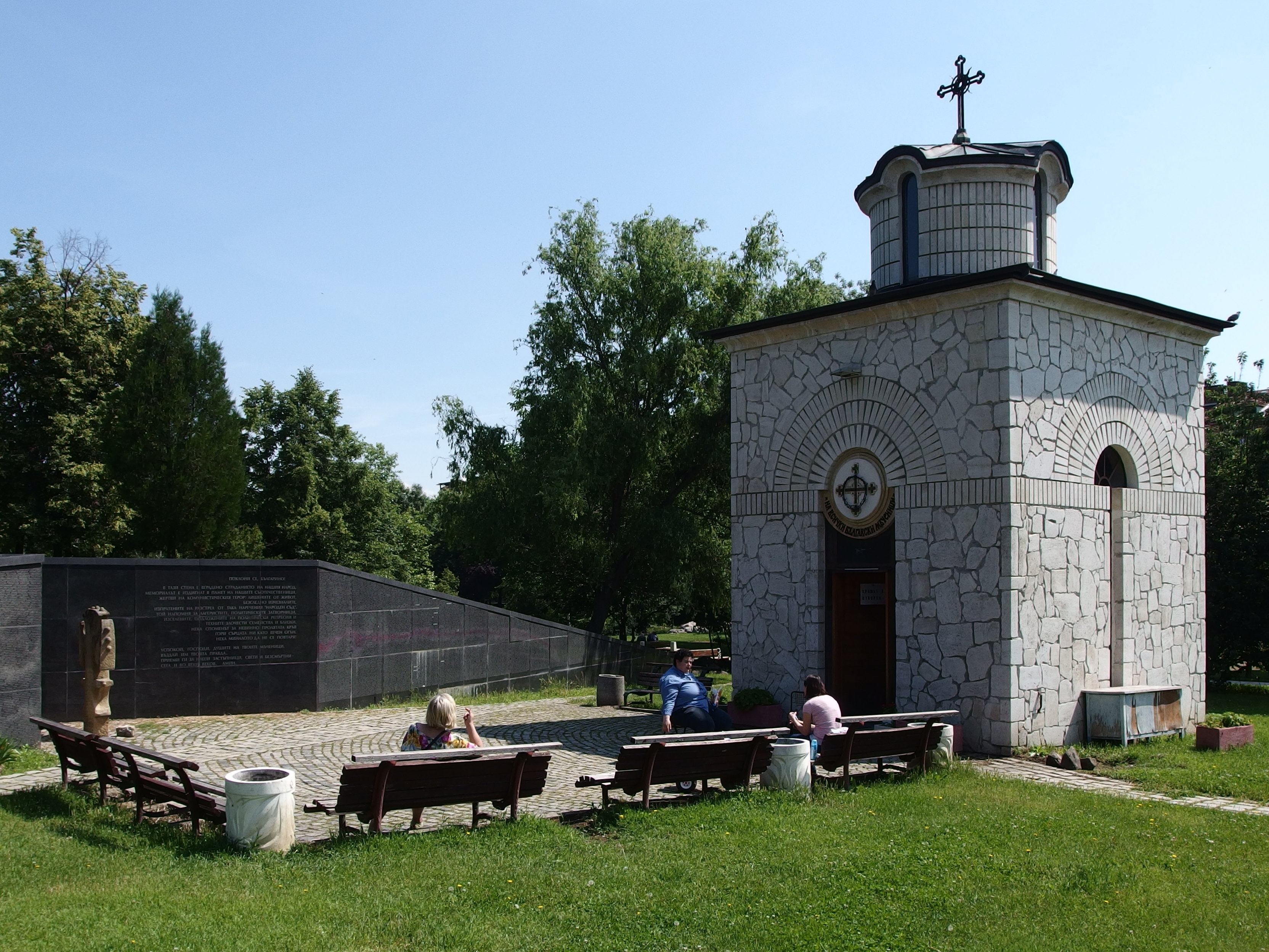
Общий вид на часовню, часть мемориальной стены и памятный крест

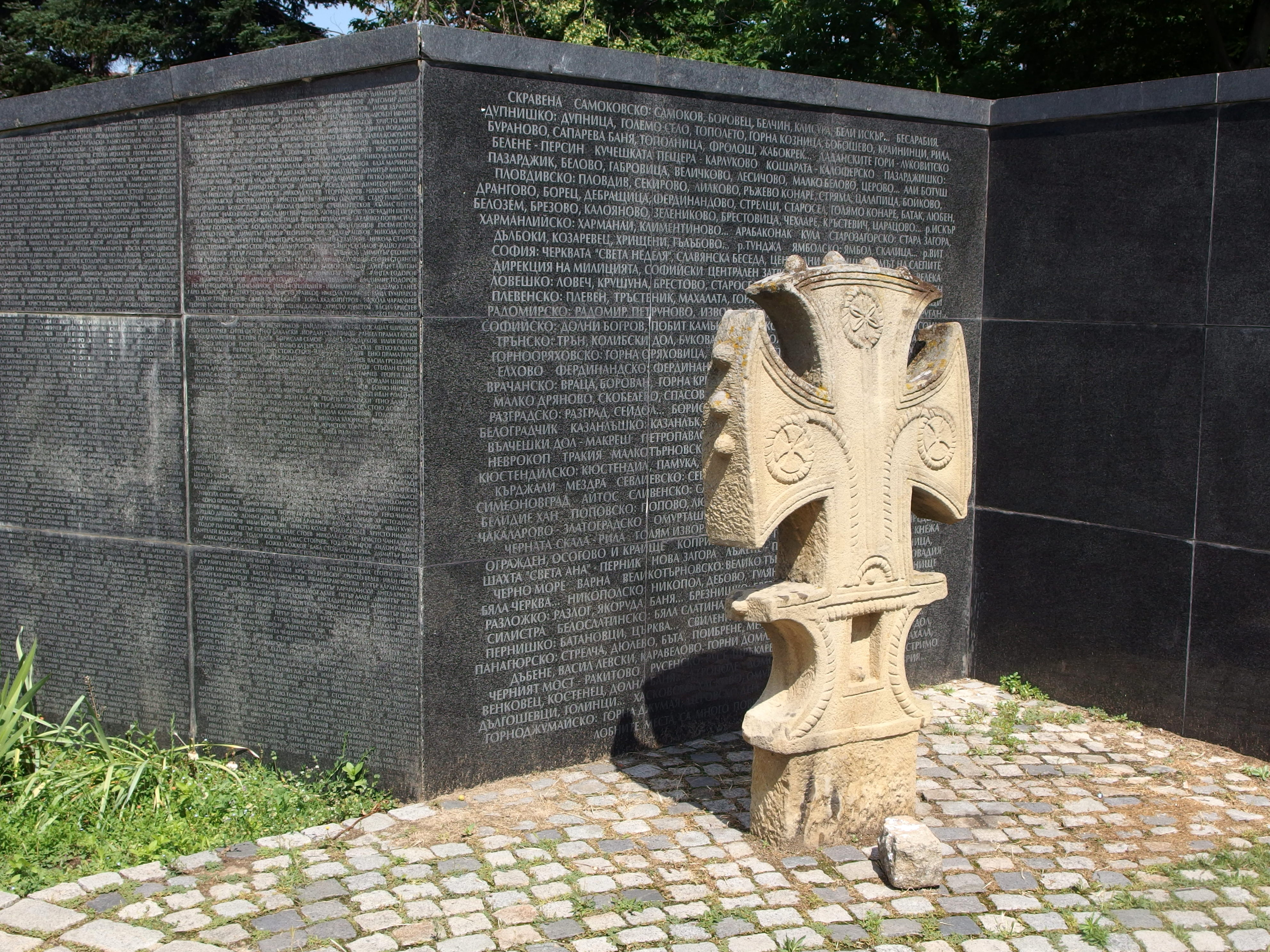
Памятный крест и часть мемориальной стены

Мемориал жертвам коммунистического режима — национальный памятник в Софии на площади Болгарии. Представляет собой комплекс сооружений (мемориальная стена, памятный крест и часовня). Построен в 1997-99 годы.

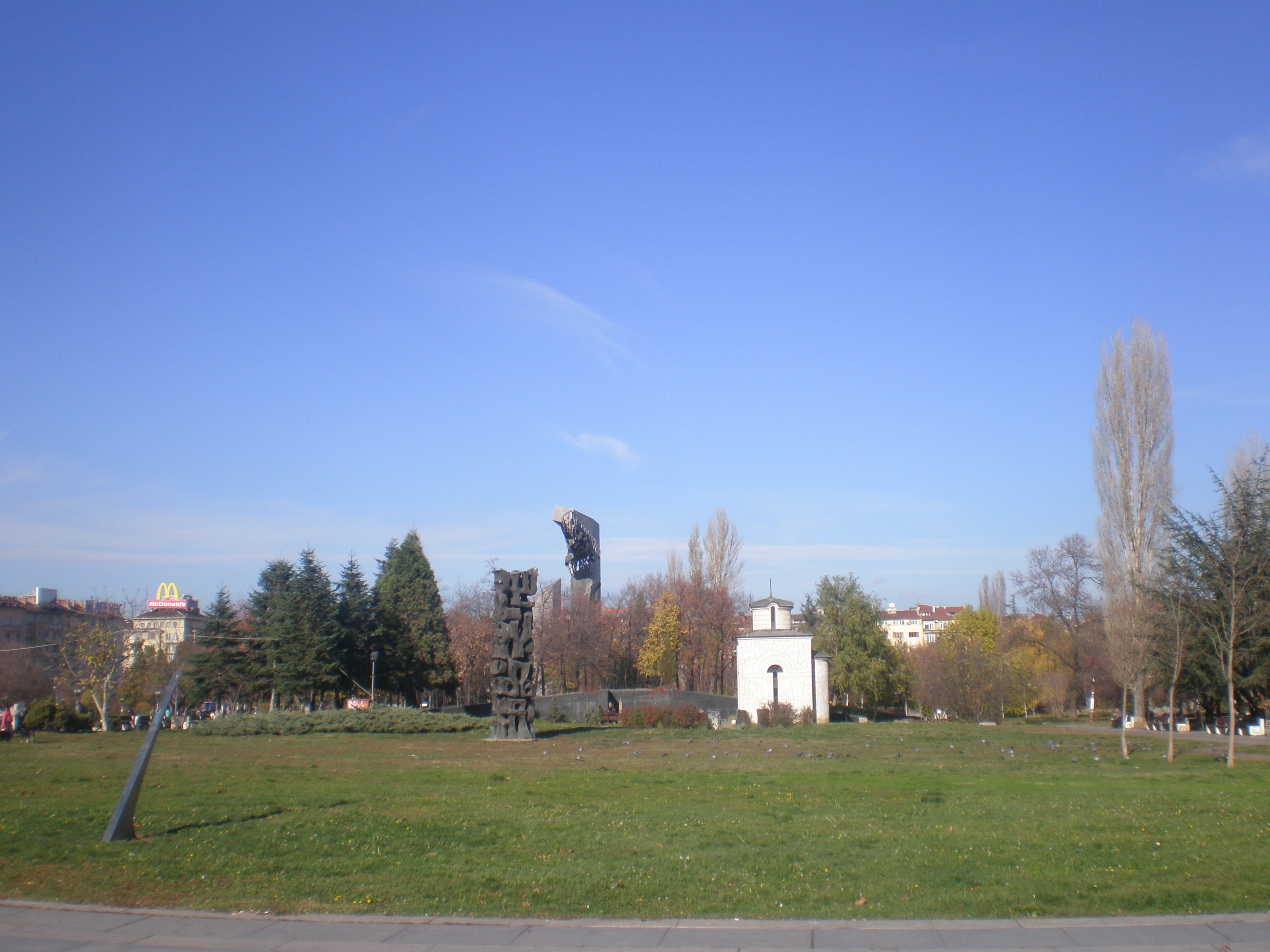
Вид издалека

Памятник посвящён памяти всех жертв Болгарской коммунистической партии с момента её создания в 1919 и до отстранения Тодора Живкова от власти в 1989 году. К жертвам коммунизма относят пострадавших от террористических актов (16 апреля 1925 года и др.), заключённых в трудовые лагеря, насильственно переселённых лиц.
Памятник был построен между 1997 и 1999 годами специально учреждённым Фондом возведения Мемориала жертв коммунизма (102 учредителя). Строительство финансировалось средствами от частных дарений. На конкурсе проектов мемориала из 15 предложенных работ победила концепция архитекторов Атанаса Тодорова и Димитыра Крыстева. Мемориал открыт и освещён митрополитом Софийским Иннокентием 11 сентября 1999 года.
Мемориал расположен в восточной части парка перед Национальным дворцом культуры в Софии. Он состоит из трёх элементов:
- мемориальная стена длиной 58 м, облицованная чёрным полированным гранитом, на которой написаны имена 7526 погибших,
- христианский памятный крест, врытый в землю перед центральной частью мемориальной стены
- небольшая православная часовня «Всех болгарских мучеников» с мозаикой по эскизам Асена Гицова[1] .

Мемориал в Софии не единственный такой памятник в Болгарии. В Варне в 2001 году был открыт памятник жертвам коммунизма в виде столба с крестом. У обоих мемориалов проводят встречи профильные организации и родственники погибших в день памяти жертв коммунистического режима 1 февраля; в этот день 1945 года по приговору Народного суда были казнены регенты несовершеннолетнего царя, 22 министра, депутаты парламента (с 2011 года — официальный памятный день Республики Болгария).
В январе 2019 года на мемориальной стене комплекса неустановленные лица оставили нарисованную чёрной краской свастику.